# شاجی کایلاس
شاجی کایلاس (انگلیسی: Shaji Kailas؛ زادهٔ ۱۵ اوت ۱۹۶۵) یک کارگردان اهل هند است.

## فیلم‌شناسی
- اخبار
- مافیا
- حقیقت
- زمان
- پادشاه و کمیسر